# Астерий, Клавдий и Неон
Астерий, Клавдий и Неон (умучены в 303 году) — святые мученики киликийские. Дни памяти — 23 августа, 11 ноября.
Святые мученики Астерий, Клавдий и Неон, братья, были выданы проконсулу Лисию их мачехой. Они были казнены за исповедание Христовой веры.
Вместе с ними были казнены Домнина, которую забили до смерти, и Феонилла, которую били, а потом сожгли заживо.